# Midnight, Texas
Midnight, Texas es una serie de televisión de drama sobrenatural estadounidense transmitida por NBC. Midnight, Texas se basa en la serie de libros del mismo nombre de la autora Charlaine Harris que también escribió The Southern Vampire Mysteries, las novelas fueron adaptadas a la serie de televisión True Blood. La serie se estrenó el 24 de julio de 2017. El 14 de febrero de 2018, NBC renovó la serie para una segunda temporada.
El 21 de diciembre de 2018, NBC canceló la serie después de dos temporadas.

## Sinopsis
El psíquico Manfred Bernardo, quien, cansado de la vida en la carretera, toma el consejo de su abuela muerta y decide instalarse en el pequeño pueblo de Midnight, Texas. Perfectamente contento con su negocio, dejando que otros piensen que es un truco, Manfred pronto se da cuenta de que tiene mucho más en común con los locales de lo que originalmente pensó. Parece que ha encontrado más maldad del que dejó, por lo que tendrá que vincularse con sus vecinos sobrenaturales para averiguar qué está pasando.

## Elenco y personajes

### Principales
- François Arnaud como Manfred Bernardo.
- Arielle Kebbel como Olivia Charity.
- Peter Mensah como Lemuel «Lem» Bridger.
- Dylan Bruce como Bobo Winthrop.
- Parisa Fitz-Henley como Fiji Cavanaugh.
- Jason Lewis como Joe Strong.
- Sarah Ramos como Creek Lovell.
- Yul Vazquez como Emilio Sheehan.

### Recurrentes
- Joanne Camp como Xylda.
- Kellee Stewart como Simone Davis / Madonna Reed.
- Bernardo Saracino como Chuy Strong.
- Bob Jesser como Shawn Lovell.
- John-Paul Howard como Connor Lovell.
- Joe Smith como el Sr. Snuggle
- Nestor Carbonell como Kai Lucero.
- Jaime Ray Newman como Patience Lucero.
- Josh Kelly como Walker Chisum.

## Episodios

### Temporada 1 (2017)
| N.º (serie) | N.º (temp.) | Título                        | Director          | Guionista(s)               | Emisión original         | Audiencia (en millones) |
| --- | ----------- | ----------------------------- | ----------------- | -------------------------- | ------------------------ | ----------------------- |
| 1 | 1           | «Pilot»                       | Niels Arden Oplev | Monica Owusu-Breen         | 24 de julio de 2017      | 3.57                    |
| Perseguido por un hombre misterioso llamado Hightower, el joven psíquico Manfred Bernardo huye de su vida en Dallas y se muda a la misteriosa ciudad de Midnight, Texas. Mientras está allí, conoce a los lugareños y forma un vínculo con una camarera llamada Creek. Sin embargo, poco después de su llegada, muchos miembros de la ciudad comienzan a mostrar secretos ocultos, y una joven llamada Aubrey Harrison es encontrada muerta. Manfred intenta conectarse con el espíritu de Aubrey para resolver su asesinato, pero accidentalmente inunda su casa llena de fantasmas y espíritus malignos. Manfred usa su sugerencia de su tablero Ouija para localizar el arma homicida, que la policía vincula al propietario y prometido de Aubrey, Bobo. Al final del episodio, Bobo es arrestado, para gran incredulidad de la comunidad local, especialmente la «wicca» local, Fiji, que ataca la patrulla policial con magia. Manfred regresa a su casa para encontrarla de color naranja brillante y llena de fantasmas y espíritus malignos. |             |                               |                   |                            |                          |                         |
| 2 | 2           | «Bad Moon Rising»             | David Solomon     | Monica Owusu-Breen         | 31 de julio de 2017      | 3.29                    |
| Manny solicita la ayuda de los otras habitantes de Midnight para tratar de deshacerse de los fantasmas y la entidad demoníaca que atormenta su casa, y Fiji realiza un exorcismo para intentar animar a los espíritus a moverse. Como es luna llena, el Reverendo está encerrado en el sótano de la iglesia. Mientras tanto, Manny trata de ayudar a limpiar el nombre de Bobo al permitir que Aubrey habite su cuerpo para que pueda ver lo que le sucedió, antes de comunicárselo al sheriff de Davey, quien todavía parece escéptico, pero acepta investigar el asunto. La oficial del alguacil encierra a Bobo con un grupo de miembros de los Hijos de Lucifer, a todos los cuales golpea, por lo que el alguacil la suspende del servicio. La oficial decide ir a la ciudad y abre el sótano de la iglesia, liberando al Reverendo que es un Hombre-tigre. Lemuel deja al Hombre-tigre inconsciente, salvando así la vida del Reverendo (ya que Olivia iba a dispararle con balas de plata). La entidad demoníaca en la casa de Manny resulta ser mucho más poderosa de lo que parece al principio, causando serios problemas para Fiji. Bobo es liberado después de que una chaqueta de los Hijos de Lucifer con el pelo de Aubrey en su cremallera se encuentra corriente abajo de su cuerpo. Los Hijos de Lucifer, liderados por el esposo de Aubrey, Peter Lowry, luego asesinan al sheriff haciendo explotar su auto.                                                   |             |                               |                   |                            |                          |                         |
| 3 | 3           | «Lemuel, Unchained»           | David Solomon     | Turi Meyer & Al Septien    | 7 de agosto de 2017      | 3.06                    |
| Un viejo amigo (su padre) de Lemuel llega a la ciudad con un grupo de vampiros, que dicen querer quedarse a pasar la noche para ponerse al día, aunque pronto se revela que hay más en esta visita que una reunión. Joe revela que es un ángel caído para el Reverendo, y comparte sus temores sobre lo que está sucediendo en la ciudad. Lemuel le cuenta a Olivia cómo se convirtió en vampiro, mientras que la abuela de Manny revela su propio pasado con el vampiro a su nieto (ella fue la que le dio a Lemuel su poder de alimentarse de energía). Los vampiros incapacitan a Lemuel y deciden matar a todos en la ciudad. Manny y los demás se preparan para una pelea; con la ayuda de Joe, los vampiros son destruidos y Olivia salva a Lemuel del sol. Creek y su padre se enfrentan por su relación con Manny. |             |                               |                   |                            |                          |                         |
| 4 | 4           | «Sexy Beast»                  | Steve Shill       | Liz Sagal                  | 14 de agosto de 2017     | 3.19                    |
| Bobo le presenta a una cliente a Manfred, una mujer que está buscando a su hermano menor, lo que lleva a Manfred a descubrir a un súcubo que seduce y se alimenta de los hombres. Manfred pide ayuda a la gente del pueblo; Fiji hace una poción que eliminará el glamour del súcubo (los hará poco atractivos) para que ya no pueda atraer a los hombres a matar. Manfred y compañía terminan matándola con fuego. Olivia interroga a un hombre que descubrió siguiéndola después de completar un trabajo; él resulta estar trabajando para su padre. Ella revela que su padre estuvo ausente durante su vida y la dejó con su esposa adicta a las drogas, quien prostituyó a Olivia a varios hombres a cambio de dinero para drogas. Ella envía al hombre de regreso a su padre con un mensaje para dejarla en paz. Mientras tanto, Bobo intenta mantener su pasado en secreto, y él y Fiji finalmente se besan. |             |                               |                   |                            |                          |                         |
| 5 | 5           | «Unearthed»                   | Milan Cheylov     | Brynn Malone               | 21 de agosto de 2017     | 2.85                    |
| Los Hijos de Lucifer queman la tienda de Bobo con Lem y Olivia todavía adentro, pero esto es solo una distracción, ya que aprovechan esta oportunidad para secuestrar a Fiji. A Bobo se entera del secuestro por parte del Sr. Snuggly, el gato familiar y parlante de Fiji. El oscuro pasado de Manfred finalmente lo alcanza cuando Hightower llega a Midnight. Creek pide a Olivia que ayude a Manfred. Olivia acude en ayuda de Manfred cuando va a encontrarse con Hightower y encuentra un cadáver: Violet, la hija de Hightower, a quien él mismo dejó plantada en el altar. Manfred le revela a Creek y Olivia que él y Xylda estafaron a Hightower por el hecho de que Manfred se debía casar con Violet a cambio de $100.000; se escaparon con su dinero el día de la boda, y ella se suicidó unas semanas después. Manfred pide al espíritu de Violet que haga las paces con Hightower para salvar su vida. Violet enojada le dice a su padre que ella se suicidó por la forma en que la trató a lo largo de su vida; un angustiado Hightower se suicida después. Lemuel le pregunta a Bobo qué quieren los Hijos de Lucifer; él le muestra su arsenal de armas que ha escondido, y revela que sus padres eran ricos supremacistas blancos, de quienes huyó. Con la ayuda de Lemuel, Bobo rescata a Fiji y se deshacen de los Hijos. Después de descubrir la verdad sobre el pasado de Bobo, Fiji pone en espera su relación y le dice que necesita tiempo para pensar. |             |                               |                   |                            |                          |                         |
| 6 | 6           | «Blinded by the Light»        | Nick Gomez        | Mark H. Kruger             | 28 de agosto de 2017     | 3.37                    |
| Tres chicos y una chica vienen a la ciudad y vandalizan el cementerio de mascotas. Los chicos huyen dejando a la chica para caminar a casa. A la mañana siguiente se informa de la desaparición de la chica. Los habitantes de Midnight van a buscarla y encuentran el cuerpo de Tiffany, la chica de la furgoneta vampiro (de Lemuel Unchained). Connor se encuentra vagando con una herida en la cabeza, afirmando que fue golpeado por detrás. Manfred y Lem van a buscar donde Connor dice que fue atacado y encuentran a la chica desaparecida con el padre de Creek. El Reverendo revela parte de lo que sabe sobre Midnight y el velo para calmar a Fiji y Manfred, diciendo que lo acaba de escuchar de una fuente. Los habitantes asumen que el padre de Creek es el hombre que asesinó a Aubrey y Tiffany y secuestró a la chica, pero él se niega a hablar. Manfred va a la casa de Creek y descubre que su padre no es el asesino, sino Connor. El padre de Creek confiesa que su familia nunca podría tener mascotas, ya que Connor los torturaría, y los médicos que consultó querían encerrar a Connor, así que llevó a la familia a Midnight. Creek va con Connor cuando quiere huir, y los de Midnight están desesperados por encontrarla. Joe revela su secreto antes de ir a buscarla y usa su luz para salvarla. Lemuel se ve obligado a matar a Connor. |             |                               |                   |                            |                          |                         |
| 7 | 7           | «Angel Heart»                 | Mairzee Almas     | Larry Caldwell & Liz Sagal | 4 de septiembre de 2017  | 2.93                    |
| Bowie, una cazarrecompensas angelical y ex mentora de Joe, llega a Midnight para castigarlo por dejar el redil angelical. Ella ataca al Reverendo para averiguar dónde está Joe. Joe y Chuy piden la ayuda de sus amigos, revelando que Chuy es un medio demonio y la historia de cómo se conocieron. Ahora también un ángel caído, Bowie quiere vengarse de la humillación de Joe. Joe no es lo suficientemente fuerte como para derrotar a su antigua mentora, así que el plan de los Midnighters para enviar a Bowie a través de un portal. Cuando el plan falla, Chuy se transforma en un demonio para matarla, y Joe es el único que puede ayudarlo a volver a ser un humano. Joe también le dice a Manny su creencia de que él es el líder que cerrará la brecha del infierno para siempre. Sin embargo, después de que Creek rompe con él para encontrarse a sí misma, Manny se va de Midnight. |             |                               |                   |                            |                          |                         |
| 8 | 8           | «Last Temptation of Midnight» | Kevin Tancharoen  | Monica Owusu-Breen         | 11 de septiembre de 2017 | 2.52                    |
| Un ser sin rostro está orando y se roba la cara de un sacerdote y un camionero mientras se dirige a Midnight para acompañar la llegada de un demonio del velo al infierno con un sacrificio humano. Fiji recibe la visita de una cliente, Janice, que tiene pensamientos oscuros. Cuando va a buscar a Janice algunas hierbas para hacer té, Janice roba un cuchillo de la tienda y sale a la calle e intenta apuñalarse. Janice le dice a Fiji que una voz le dijo que se suicidara. La abuela de Manfred, Xylda, confiesa que tuvo una visión que confirma las palabras de Joe y trata de convencerlo de que regrese a Midnight, pero su camioneta se avería y se pierde en el desierto. Olivia y Bobo están preocupados por el efecto del velo; el reverendo está comiendo carne y Lem tiene más hambre que de costumbre. Creek le pide a Lem que le quite el dolor y Olivia le dice que no es posible. Xylda finalmente convence a Manny para que regrese, y se traslada a la otra vida. Manfred hace autostop en la camioneta del ser anónimo, pero logra escapar de ser asesinado. Él regresa y ayuda a Fiji a evitar que Creek se mate a sí misma y que Lemuel convierta a Olivia, pero se hace el sacrificio. |             |                               |                   |                            |                          |                         |
| 9 | 9           | «Riders on the Storm»         | Greg Beeman       | Al Septien & Turi Meyer    | 13 de septiembre de 2017 | 2.45                    |
| Fiji recuerda su llegada a Midnight, 10 años antes, cuando su tía Mildred le dijo que ambas eran brujas y le enseñó la magia. Cuando el velo se rompe, una tormenta de arena apocalíptica envuelve a Midnight. Los habitantes se juntan para proteger a Fiji. Manny desentierra la tumba del chamán que cerró la brecha la primera vez para intentar levantar el espíritu, pero los restos se han desintegrado. Los habitantes huyen, pero la tormenta de arena los sigue, obligándolos a esconderse en un club abandonado. Fiji finalmente confiesa que el demonio, Colconnar, la quiere porque es una poderosa bruja virgen, pero omite el hecho de que mató accidentalmente a su novio, Jeremy, durante un momento apasionado. Olivia le dice a Lemuel que se irá de Midnight una vez que Fiji esté a salvo. Fiji y Manny encuentran la manera de obtener respuestas, pero la magia negra requiere un sacrificio. El Sr. Snuggly se ofrece a sí mismo, pero el hechizo toma la vida de Manny en su lugar. En la otra vida, Manny se encuentra con el chamán, quien le dice cómo cerrar el velo. El enviado de Colconnar, Jeremy, encuentra a Fiji y le dice que si ella viene voluntariamente a Colconnar, él perdonará a los demás. Manny vuelve a la vida, pero Fiji se ha ido. |             |                               |                   |                            |                          |                         |
| 10 | 10          | «The Virgin Sacrifice»        | David Solomon     | Monica Owusu-Breen         | 18 de septiembre de 2017 | 2.72                    |

## Producción

### Desarrollo
En octubre de 2015, se informó que NBC estaba desarrollando una serie basada en la saga literaria más vendida de Charlaine Harris Midnight, Texas para 2016. Monica Owusu-Breenis como showrunner y servirá como productora ejecutiva junto a David Janollari. En enero de 2016, se anunció que NBC ordenó el episodio piloto de la serie, con Niels Arden Oplev a bordo para dirigir el piloto y ser producto ejecutivo.
La serie fue encargada el 13 de mayo de 2016, y estará compuesta por 10 episodios.
El 14 de febrero de 2018, se anunció que NBC renovó la serie para una segunda temporada. Junto con el anuncio, se informó que la showrunner Monica Owusu-Breen será reemplazada por Nicole Snyder y Eric Charmelo, quienes fueron consultores en la temporada 1.

### Casting
El 7 de marzo de 2016, se anunció que François Arnaud fue elegido para interpretar a Manfred Bernardo. A fines de junio de 2016, se anunció que Jason Lewis ascendió al elenco principal quien originalmente participaría como invitado / recurrente para interpretar a Joe Strong. El 11 de enero de 2017, se anunció que Bob Jesser había elegido para un papel recurrente en la serie como Shawn Lovell, el padre protector de Creek. El 26 de julio de 2017, se anunció que Breeda Wool aparecería en un episodio interpretando a Bowie. Simultáneamente con el anuncio de la renovación, se confirmó que Yul Vazquez y Sarah Ramos no regresarían a la segunda temporada.
El 21 de julio de 2018, se anunció que Nestor Carbonell, Jaime Ray Newman y Josh Kelly habían sido elegidos en papeles recurrentes. Días después, se anunció que  Trace Lysette fue elegida como invitada.

### Rodaje
El piloto fue filmado en abril de 2016 en Albuquerque y Las Vegas, Nuevo México. El resto de la producción de la primera temporada también se llevó a cabo en Santa Fe, Bernalillo y Bélen, y empleo a más de 450 miembros del equipo de Nuevo México y aproximadamente 1.800 talentos de fondo de Nuevo México, y concluyó en febrero de 2017. La mayoría de las escenas fueron filmadas por la noche.

### Marketing
El tráiler oficial de la serie fue lanzado el 20 de marzo de 2017.

## Recepción

### Respuesta crítica
En Rotten Tomatoes reportó un 61% de aprobación con una calificación promedio de 5.3/10 basada en 28 reseñas. En Metacritic, que utiliza un promedio ponderado, asignó una puntuación de 50 de 100, sobre la base de 16 reseñas, lo que indica "críticas mixtas".